# 왈테르 센테노
왈테르 센테노(Walter Centeno Corea, 1974년 10월 6일 ~ )는 코스타리카의 전 축구 선수다. 137경기로 코스타리카 축구 대표팀 최다 출장 기록을 가지고 있다.(센추리 클럽 가입자이다.)

## 클럽 경력
- 2003~2012

데포르티보 사프리사 (코스타리카)
- 2002~2003

AEK 아테네 FC (그리스)
- 2001~2002

데포르티보 사프리사 (코스타리카)
월드컵은 2002년, 2006년 코스타리카 국가대표팀으로 2회 나간 선수이다.

## 같이 보기
- A매치 100경기 이상 출전한 축구 선수 명단